# International Fantasy Award
Cena International Fantasy Award byla cena za nejlepší vědeckofantastické nebo fantasy literární dílo udělovaná v letech 1951–1957. Poté ji vytlačila cena Science Fiction Achievement Award známější pod názvem Hugo. V roce 1956 nebyla International Fantasy Award udělena.

## Přehled vítězů
Zdroj:
- 1951
  - Fikce: Earth Abides (George R. Stewart)
  - Non-fiction: The Conquest of Space (Willy Ley & Chesley Bonestell)
- 1952
  - Fikce: Fancies And Goodnights (John Henry Collier)
  - Non-fiction: The Exploration of Space (Arthur C. Clarke)
- 1953
  - Fikce: City (Clifford D. Simak), česky Město
  - Non-fiction: Lands Beyond (Lyon Sprague de Camp & Willy Ley)
- 1954
  - Fikce: More Than Human (Theodore Sturgeon), česky Víc než člověk
- 1955
  - Fikce: A Mirror for Observers (Edgar Pangborn)
- 1957
  - Fikce: The Lord of the Rings (John Ronald Reuel Tolkien), česky Pán prstenů